# 火曜劇場
『火曜劇場』（かようげきじょう）は、1973年4月から1981年9月にかけて日本テレビ系にて、毎週火曜日21時30分 - 22時25分（1973年9月まで） → 22時00分 - 22時54分（JST。1975年9月までは22時55分まで）に放送されていたテレビドラマの枠である。
本枠は、中堅俳優主役の大人の視聴者層中心の辛口ドラマ作品が主だが、1980年放送の『愛のA・B・C・D』は前年放送のTBS系『3年B組金八先生』でも取り上げられたティーン女子生徒の妊娠を題材とし、本枠で唯一の未成年俳優が主役の異色の社会派ドラマとなっており、26年後の水曜ドラマ枠で高視聴率を挙げた『14才の母』に先行して取り上げた格好になっている。筆頭スポンサーであるタイガー魔法瓶は、この番組立ち上げ前までは系列準キー局である讀賣テレビ放送が制作を担当していたバラエティー番組（巨泉まとめて100万円→巨泉のチャレンジクイズ→ああ結婚）で1社協賛で提供していたが、それを廃止・日本テレビに制作・著作権を返上したうえで、このシリーズの協賛スポンサーとなった。
1981年10月の改編で『火曜サスペンス劇場』へ統合されることに伴い、火曜日22時台の1時間番組枠はいったん消滅したが、2007年4月の改編で装いも新たに『火曜ドラマ』として復活し、25年半ぶりに1時間番組枠としての日の目を見た。しかし、2009年4月の改編をもってそれも廃枠されたため、火曜日のゴールデン・プライムタイム枠から日本テレビ系のドラマ枠は完全に消滅した。

## 放送作品一覧

### 1973年
| タイトル       | 放送期間               | 主演       | 原作     |
| -------------- | ---------------------- | ---------- | -------- |
| 加那子という女 | 4月3日 - 6月26日       | 新珠三千代 | 丹羽文雄 |
| 恋ちりめん     | 7月3日 - 9月25日       | 三田佳子   |          |
| 人妻だから     | 10月2日 - 1974年1月1日 | 山本陽子   | 梶山季之 |

### 1974年
| タイトル   | 放送期間               | 主演       | 原作     |
| ---------- | ---------------------- | ---------- | -------- |
| 雪舞い     | 1月8日 - 3月26日       | 佐久間良子 | 渡辺淳一 |
| 春のもつれ | 4月2日 - 6月25日       | 八千草薫   | 原田康子 |
| 愛の山河   | 7月2日 - 9月24日       | 大原麗子   | 今日出海 |
| 献身       | 10月1日 - 1975年1月7日 | 山本陽子   |          |

### 1975年
| タイトル | 放送期間                | 主演       | 原作                 |
| -------- | ----------------------- | ---------- | -------------------- |
| 薔薇夫人 | 1月14日 - 3月25日       | 新珠三千代 |                      |
| 微笑     | 4月1日 - 5月20日        | 高峰秀子   | 近藤啓太郎           |
| 夏の影   | 5月27日 - 10月28日      | 池内淳子   |                      |
| 心の旅路 | 11月4日 - 1976年1月27日 | 佐久間良子 | ジェームズ・ヒルトン |

### 1976年
| タイトル             | 放送期間               | 主演       | 原作             |
| -------------------- | ---------------------- | ---------- | ---------------- |
| 愛の哀しみ           | 2月3日 - 3月30日       | 小林桂樹   | 有田一壽         |
| 炎のカルテ           | 4月6日 - 6月29日       | 竹脇無我   | A・J・クローニン |
| かげろうの家         | 7月6日 - 9月21日       | 大原麗子   | 石松愛弘         |
| 喜びも悲しみも幾歳月 | 9月28日 - 1977年1月4日 | 北大路欣也 | 木下恵介         |

### 1977年
| タイトル             | 放送期間                 | 主演       | 原作                   |
| -------------------- | ------------------------ | ---------- | ---------------------- |
| 愛の嵐               | 1月11日 - 4月12日        | 香山美子   | A・J・クローニン       |
| さすらいの旅路       | 4月19日 - 7月26日        | 佐久間良子 | アレクサンドル・ビゾン |
| 幸福のとき           | 8月2日 - 10月4日         | 池内淳子   |                        |
| さらば愛-最後の診断- | 10月11日 - 1978年1月10日 | 竹脇無我   | アーサー・ヘイリー     |

### 1978年
| タイトル       | 放送期間                 | 主演       | 原作     |
| -------------- | ------------------------ | ---------- | -------- |
| いのちの絶唱   | 1月17日 - 4月4日         | 大原麗子   |          |
| 愛の死線       | 4月11日 - 7月18日        | 北大路欣也 |          |
| 白足袋の女     | 7月25日 - 10月10日       | 池内淳子   | 森田雄蔵 |
| 愛のトロフィー | 10月17日 - 1979年1月16日 | 国広富之   |          |

### 1979年
| タイトル     | 放送期間                | 主演       | 原作     |
| ------------ | ----------------------- | ---------- | -------- |
| 帰らざる旅路 | 1月23日 - 4月17日       | 佐久間良子 |          |
| 愛と死の絶唱 | 4月24日 - 7月17日       | 大原麗子   | 西村寿行 |
| 火宅の人     | 7月24日 - 10月9日       | 三國連太郎 | 檀一雄   |
| 甦える日日   | 10月16日 - 1980年1月8日 | 十朱幸代   |          |

### 1980年
| タイトル             | 放送期間                | 主演       | 原作     |
| -------------------- | ----------------------- | ---------- | -------- |
| 女の肖像             | 1月15日 - 4月1日        | 香山美子   | 芝木好子 |
| 愛しい女（ひと）     | 4月8日 - 7月1日         | 竹脇無我   | 三浦哲郎 |
| 名もなく貧しく美しく | 7月8日 - 9月30日        | 島田陽子   | 松山善三 |
| 手ごろな女           | 10月7日 - 11月18日      | 泉ピン子   |          |
| 愛のA・B・C・D       | 11月25日 - 1981年1月6日 | 蝦名由紀子 |          |

### 1981年
| タイトル         | 放送期間          | 主演             |
| ---------------- | ----------------- | ---------------- |
| ダウンタウン物語 | 1月13日 - 4月21日 | 桃井かおり       |
| あこがれベビー   | 4月28日 - 6月16日 | 西郷輝彦         |
| 見まわせば二人   | 6月23日 - 8月11日 | 十朱幸代、緒形拳 |
| 三年待った女     | 8月18日 - 9月22日 | 山本陽子         |

## ネット局
※は遅れネット
- 日本テレビ
- 札幌テレビ
- 青森放送（1975年4月以降NET→テレビ朝日系列とのクロスネット局になるも同時ネットを維持）
- テレビ岩手
- ミヤギテレビ
- 秋田放送
- 山形放送（1980年4月以降テレビ朝日系列とのクロスネット局になるも同時ネットを維持）
- 福島中央テレビ※
- 新潟総合テレビ（フジテレビ系列だが、放送当時は日本テレビ・テレビ朝日系列とのクロスネット局。遅れネットから1980年4月より同時ネット）→ テレビ新潟（1981年4月 - ）
- 長野放送（フジテレビ系列）※ → テレビ信州（1980年10月 - 、放送当時テレビ朝日系列とのクロスネット局）※
- 山梨放送
- テレビ静岡（フジテレビ系列）※ → 静岡けんみんテレビ（1978年7月 - 1979年6月、テレビ朝日系列だが、放送当時は日本テレビ系列とのクロスネット局）※ → 静岡第一テレビ（1979年7月 - ）
- 北日本放送
- 石川テレビ（フジテレビ系列）※
- 福井放送
- 中京テレビ
- 読売テレビ
- 日本海テレビ
- 広島テレビ（1975年9月まではフジテレビ系列とのクロスネット局のため※。遅れを消化していなかった1975年10月5日時点では日曜22:30から放送）
- 山口放送（1978年10月以降テレビ朝日系列とのクロスネット局になるも同時ネットを維持していたが、1981年3月で打ち切り）
- 四国放送
- 西日本放送
- 南海放送
- 高知放送
- 福岡放送
- テレビ長崎（フジテレビ系列だが、放送当時は日本テレビ系列とのクロスネット局）
- テレビ熊本（フジテレビ系列だが、放送当時は日本テレビ・テレビ朝日系列とのクロスネット局）※
- テレビ大分（日本テレビ・フジテレビ系列クロスネット局、放送当時は日本テレビ・フジテレビ・テレビ朝日系列クロスネット局）※
- テレビ宮崎（フジテレビ・日本テレビ・テレビ朝日系列クロスネット局）
- 鹿児島テレビ（現在フジテレビ系列だが、放送当時は日本テレビ・フジテレビ・テレビ朝日系列とのクロスネット局）
- 沖縄テレビ（フジテレビ系列）

### 各放送局・放送時間による備考
- 福島中央テレビは、木曜 21:00に遅れネットされていた[2]。
- 山口放送は火曜 21:00からキー局より1時間早く放送している。（キー局より1週遅れか1時間先行）
- 南海放送は1980年当時は火曜21:00は日本テレビと同時ネットだったが、22:00枠は別番組を放送していた。
- テレビ宮崎はこの番組終了後、「幸せ!ボンビーガール」が2014年10月に土曜16時枠でスタートするまで33年間、火曜22時枠の番組の放送が途絶えた。